# Schatzkammer

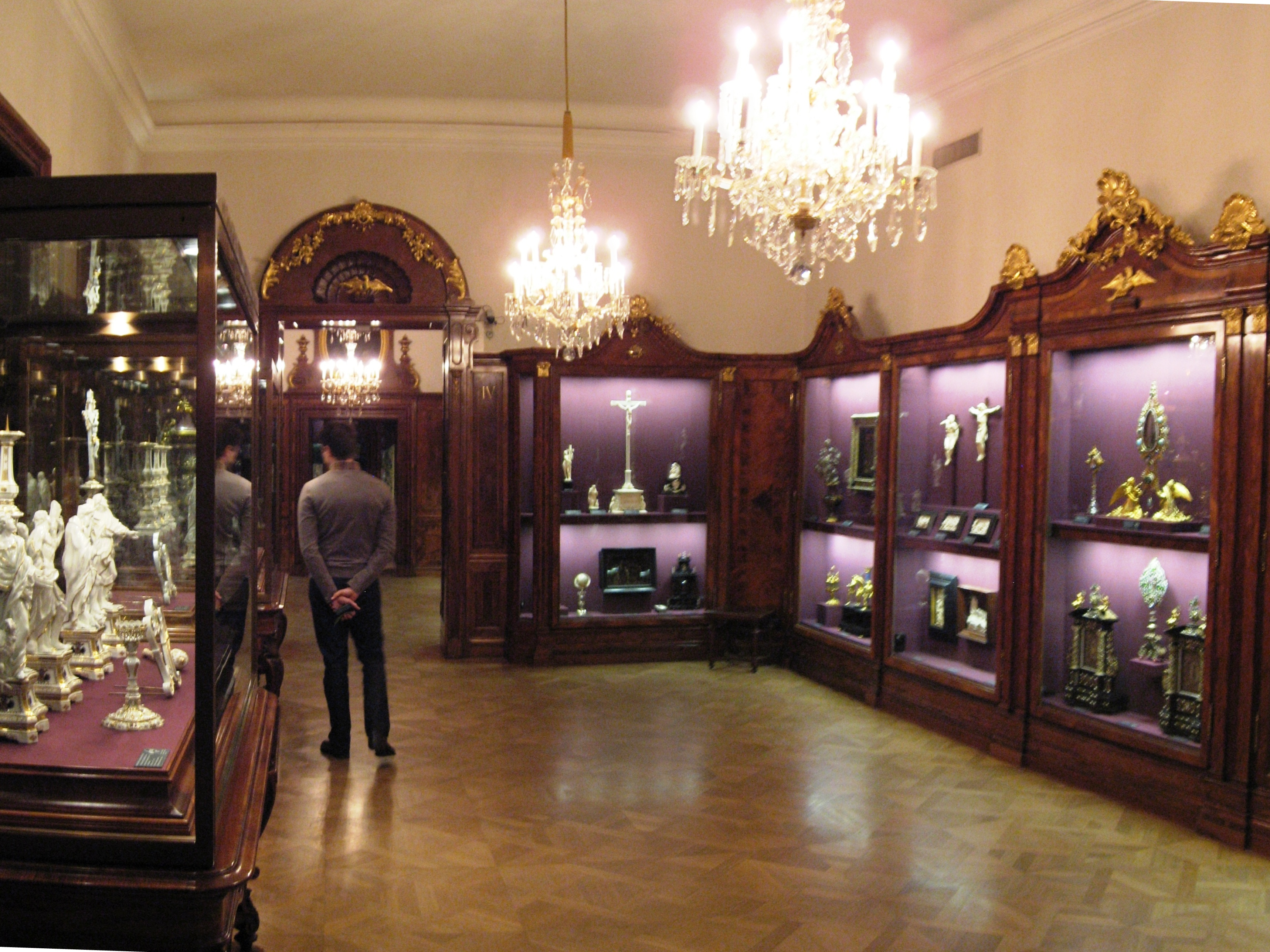
O Tesouro Eclesiástico (Tesouro Espiritual) no Hofburg em Viena.

Schatzkammer é a palavra alemã para tesouro (ou arca de tesouro). Na Idade Média, senhores feudais guardavam seu bens mais preciosos em uma arca, normalmente localizada no interior de um castelo.